# Нидервилер
Нидервилѐр (на френски: Niderviller) е град в североизточна Франция, част от департамента Мозел в регион Гранд Ест. Населението му е около 1200 души (2019).
Разположен е на 269 метра надморска височина в източния край на Парижкия басейн, на 5 километра югоизточно от Сарбур и на 50 километра западно от Страсбург. През Средновековието селището е част от Херцогство Лотарингия, през 1661 година е присъединено към Франция, а през 1871 – 1919 година като част от Елзас-Лотарингия е в границите на Германия. Известно е с производството на декоративен фаянс и порцелан.

## Известни личности
Родени в Нидервилер
- Астолф дьо Кюстин (1790 – 1857), писател